# Adam Koczyk
Adam Andrzej Koczyk (ur. 5 lutego 1983 w Katowicach) – polski prawnik i samorządowiec, radca prawny, od 2023 członek Trybunału Stanu.

## Życiorys
W 2008 ukończył studia prawnicze na Wydziale Prawa i Administracji Uniwersytetu Śląskiego, a w 2015 aplikację radcowską w Okręgowej Izbie Radców Prawnych w Krakowie. W 2013 został wykładowcą Uniwersytetu WSB Merito w Poznaniu Filii w Chorzowie, opublikował kilka artykułów naukowych z zakresu prawa cywilnego. Pracował w prywatnej spółce, następnie w kancelariach radcowskich. Został wspólnikiem kancelarii prawnej z siedzibą w Zabrzu. W 2013 został asystentem posła Borysa Budki, występował także jako jego pełnomocnik w postępowaniach sądowych.
21 listopada 2023 wybrany na członka Trybunału Stanu z rekomendacji klubu Koalicji Obywatelskiej. W wyborach samorządowych w 2024 z listy KO uzyskał mandat radnego Sejmiku Województwa Śląskiego VII kadencji.